# ژانگ جی (فیزیکدان)
ژانگ جی (انگلیسی: Zhang Jie؛ (متولد ۳۱ ژانویه ۱۹۵۸) فیزیکدان اهل چین و از اعضای وابسته خارجی آکادمی ملی است. وی از نوامبر ۲۰۰۶ تا فوریه ۲۰۱۷ به عنوان رئیس دانشگاه جیائو تونگ شانگهای خدمت کرد. وی در سال ۲۰۰۳ به عضویت آکادمی علوم چین انتخاب شد و در تاریخ ۲۸ مارس ۲۰۰۷ به عنوان عضو آکادمی علوم آلمان لئوپولدینا انتخاب شد. وی در سال ۲۰۱۲ به عنوان همکار خارجی آکادمی ملی علوم ایالات متحده انتخاب شد.

## زندگی‌نامه
ژانگ جی در سال ۱۹۵۸ در تائی‌یوان، شانشی چین متولد شد. او هم مدرک لیسانس و هم فوق لیسانس خود را از دانشگاه مغولستان داخلی دریافت کرده‌است. مدرک دکترایش را از انستیتوی فیزیک، آکادمی علوم چین (CAS) در سال ۱۹۸۸ دریافت کرد. از سال ۱۹۸۸ تا ۱۹۹۸، او دانشمند مهمان در انجمن ماکس پلانک در آلمان و در آزمایشگاه رادرفورد اپتون در انگلستان بود. در سال ۱۹۹۹، او به چین بازگشت و به عنوان دانشمند محقق در CAS کار کرد.
ژانگ جی بیش از 100 مقاله منتشر کرده است که 15 مورد از آنها در ژورنال های Science، Physical Review Letters و سایر مجلات با ضریب تاثیر بالای 7.2 به چاپ رسیده است. او جوایز متعددی نیز دریافت کرده است. ژانگ جی یکی از اعضای هیئت امنای دانشگاه علم و صنعت ملک عبدالله (KAUST) است. ژانگ جی یکی از اعضای جایگزین کمیته مرکزی هفدهم و هجدهم حزب کمونیست چین بود.